# Aabenraabanen
Aabenraabanen (1868-1971) var en sidebane til Vamdrup-Padborg-banen fra Rødekro til Aabenraa. Efter lukningen har der kørt veterantog på banen. Nu køres der kun med skinnecykler.

## Historie
Banen blev bygget af konsortiet Peto, Brassey and Betts på en koncession fra 1. maj 1862 til at anlægge og drive Den Sønderjyske Længdebane samt sidebanerne til Tønder, Aabenraa og Haderslev. Pga. det kuperede terræn var det aftalt, at banen ikke skulle føres ned gennem Aabenraa og Haderslev, men at byerne i stedet skulle betjenes af sidebaner. Banen skulle finansieres af konsortiet, mens jord til banen blev stillet til fri rådighed.
Efter krigen i 1864 blev banen og dens drift overtaget af Schleswigsche Eisenbahn Aktien-Gesellschaft, og i 1883 overgik driften til de preussiske statsbaner. Efter Genforeningen blev banen overtaget af DSB 17. juni 1920.

## Strækningsdata
- Åbnet: 12. september 1868
- Længde: 6,7 km
- Sporvidde: 1.435 mm
- Skinnevægt: 32,4 km (daværende tysk norm)
- Maksimalt akseltryk: 22,5 t – i de sidste år med persontrafik kun 14 t pga. sporets tilstand
- Maksimal hastighed: 60 km/t – i 1971 75 km/t
- Nedlagt: 23. maj 1971 – godstrafik til begyndelsen af 1990'erne

## Standsningssteder
- Rødekro station (Rq) i km 0,0 – forbindelse med Vamdrup-Padborg-banen og "Klosterbanen" (Rødekro-Løgumkloster-Bredebro Jernbane).
- Rise trinbræt (Rc) i km 1,3.
- Aabenraa statsbanegård (Åa) i km 6,7 – lå ikke langt fra Aabenraas nedrevne amtsbanegård (Apenrade Kleinbahnhof), hvor der med Aabenraa Amts Jernbaner var forbindelse med Gråsten. Hvis man skulle skifte til/fra amtsbanelinjen til Hovslund-Løgumkloster, var Nørreport trinbræt (Haltepunkt Nordertor) nærmere.

## Trafikken
Hovedparten af trafikken var lokale tog til/fra Rødekro. I perioden, hvor Klosterbanen var åben, var nogle af togene gennemgående til Bredebro.
Banen havde den største stigning på en dansk jernbanestrækning, først senere overgået af Storebæltstunnelen. Derfor var det en af de DSB-strækninger, hvor dampdriften fortsatte længst.

## Strækninger hvor banetracéet er bevaret
Skinnerne ligger stadig på hele strækningen, men mellem Rødekro og Rise er de stærkt tilgroede.
- Det tilgroede spor nær Rødekro Station med kørestrømsmasten i baggrunden
- Rasteplads ved Rise, hvor skinnecyklerne vender
- Overskæring og rasteplads ved Ulvekule
- Banen krydser Toften i Aabenraa
- Banegårdsterrænet i Aabenraa

## Aabenraa Havnebane
Den 1 km lange havnebane blev åbnet 12. juni 1889. Alle skinner på havnebanen er fjernet.
- Havnebanen krydsede tidl. Jernbanegade, men sporet slutter nu her..
- Havnebanen krydser Nørreport
- Havnebanens bevarede skinner slutter ved Reberbanen

Med anlægget af amtsbanerne kom der også havnebane til Sydhavnen, idet amtsbanen havde et sidespor til statsbanestationen. Herfra til Sønderport trinbræt var sporet 4-strenget, så de smalsporede amtsbanelokomotiver kunne køre normalsporede godsvogne til og fra havnen.

## Aabenraa Veteranbane
Efter godstrafikkens ophør kørte DSB Museumstog juletog med damplokomotiv indtil 2003. Foreningen Aabenraa Veteranbane startede som Tinglev-Tønder Veteranbane i Tønders gamle remise i 1993, men flyttede til Aabenraa i 1999, da remisearealet skulle bruges til andet formål. I 1996 købte foreningen en tysk motorvogn, så den kunne køre egne veterantog om sommeren. Efter 2004 blev Aabenraabanen lukket og ikke længere vedligeholdt. Genoptagelse af godstrafikken blev i 2009 vurderet til at koste 45 mill. DKK. Skinnerne var i rimelig stand, men krævede renovering. Halvdelen af svellerne skulle udskiftes straks, resten over de følgende 5-10 år.
Foreningen Aabenraa Veteranbane blev nedlagt ved en ekstraordinær generalforsamling i 2019. En ny forening Aabenraa Veteranbane anno 2019 blev stiftet samme år.
I 2024 blev Aabenraabanen udpeget til beskyttet fortidsminde af Slots- og Kulturstyrelsen.

## Aabenraa Statsbanegård
Bygningen blev fredet i 1988 og er Sønderjyllands ældste bevarede stationsbygning. Den blev købt af fabrikant og fhv. borgmester Jens Terp-Nielsen, som i 1993 indrettede bygningen til kunstudstillingshuset "Banegården Kunst og Kultur".
Udlejning af skinnecykler varetages af foreningen: "Skinnecykling Aabenraa" (tidl. kaldet Aabenraa Veteranbane anno 2019) via www.booksonderjylland.dk (Aabenraa Turistkontor).